# Admiraal de Ruyter (Schiff, 1778)
Die Admiraal de Ruyter war ein 68-Kanonen-Linienschiff der niederländischen (1778–1799) und später britischen Marine (1799–1804).

## Schiffsname
Die Admiraal de Ruyter wurde nach dem Admiral Michiel de Ruyter benannt. In der Literatur wird das Schiff teilweise nur verkürzt De Ruyter oder Ruyter genannt, wobei auch Schreibweisen als Ruiter bekannt sind. Neben Personen mit dem Namen Ruyter trugen bis in das 21. Jahrhundert etliche Schiffe diesen Namen.    

## Geschichte
Das Linienschiff Admiraal de Ruyter wurde 1776 bei der Admiralität Amsterdam gebaut und 1778 in Dienst gestellt. Es war ein Zweidecker mit 68 Kanonen Bewaffnung. Sie diente Konteradmiral (Schout-bij-nacht) J.A. Zoutman als Flaggschiff und nahm am 5. August 1781 an der Seeschlacht bei der Doggerbank gegen die Briten teil. Von 1793 bis 1795 fuhr die Admiraal de Ruyter unter Vizeadmiral Reynst Schutzgeleite gegen Seeräuberangriffe im Mittelmeer. Danach tat sie Dienst als Flaggschiff unter Admiral De Winter in Batavia für die Batavische Republik. Nachdem die niederländische Flotte am 11. Oktober 1797 bei der Seeschlacht bei Kamperduin geschlagen wurde, ging die Admiraal de Ruyter am 30. August 1799 an die Briten.
In der britischen Flotte wurde der Schiffsname Admiraal de Ruyter übernommen. Das Schiff war seit 1801 als Hulk klassifiziert worden und als Gefängnis und möglicherweise als Lagerhulk in Antigua eingesetzt worden. 1804 sank es unter Captain Beckett nach einem Hurrikan in der Karibik vor Antigua.